# Шуштіу
Шуштіу (рум. Șuștiu) — село у повіті Біхор в Румунії. Входить до складу комуни Лунка.
Село розташоване на відстані 364 км на північний захід від Бухареста, 75 км на південний схід від Ораді, 92 км на захід від Клуж-Напоки, 125 км на північний схід від Тімішоари.

## Населення
За даними перепису населення 2002 року у селі проживали 463 особи, з них 462 особи (99,8%) румунів. Рідною мовою 462 особи (99,8%) назвали румунську.